# Стопанство на Швеция
През 20 век се появи феномен, често описван като „шведското икономическо чудо“. В разстояние на 2 десетилетия бедната земеделска страна се превърна в една от най-проспериращите и високо развити индустриално нации.
Основата на това изумително развитие са разположените в северната част на Швеция обширни гори, залежи на медна руда и водноелектрическа енергия. Стойността на тези природни ресурси се повишава от дълга поредица от шведски изобретения и тяхното непрекъснато усъвършенстване – парната турбина, въртящият се цилиндър (лагер), светлинната сигнализация с газово захранване, телефонът, машината за отделяне на каймака от млякото, кибритената клечка, регулируемият гаечен ключ, системата Tetra Pak за бутилиране на напитки, системата AXE за компютърно контролирано дигитално телефонно превключване, системата Brånemark® (за костни импланти), ножът Leksell® Gamma – това са само някои от шведските изобретения. Даже и днес блестящата инженерна мисъл е основна за шведския бизнес сектор.
Заради бедния вътрешен пазар, повечето шведски компании бяха принудени от самото начало да инвестират в износ към потребителите по целия свят. В много от случаите тази ранна глобализация даде на шведските компании голямо предимство в международната конкуренция – една причина, поради която Швеция, за своето малобройно население, днес има голям брой мултинационални корпорации. Volvo, Saab, Ericsson, ABB, AstraZeneca, Electrolux, IKEA, H&M, Hasselblad и Absolut са няколко от тези компании и марки с шведски корени.
Въпреки че все още суровините и първично обработените материали съставляват доста голяма част от шведския износ, в бъдеще се смята, че ще се залага основно на високоинтелектуалната индустрия, където Швеция има предимство по отношение на напредничавото технологично развитие, първокласна инфраструктура и високо ниво на образование. Информационните технологии и биомедицината са двата високоинтелектуални сектора, в които Швеция е глобален лидер от години.
Освен тези, в наши дни все по-често започва да се споменава т.нар. „индустрия на преживяното“. Това е нова концепция, събирателно име за свързани помежду си креативни сектори като дизайн, музика, мода, изкуства, гастрономия, медии, реклама и туризъм, в които през последното десетилетие Швеция постигна креативна революция, привлече световното внимание и нови съществени експортни приходи за страната.